# 马图里迪

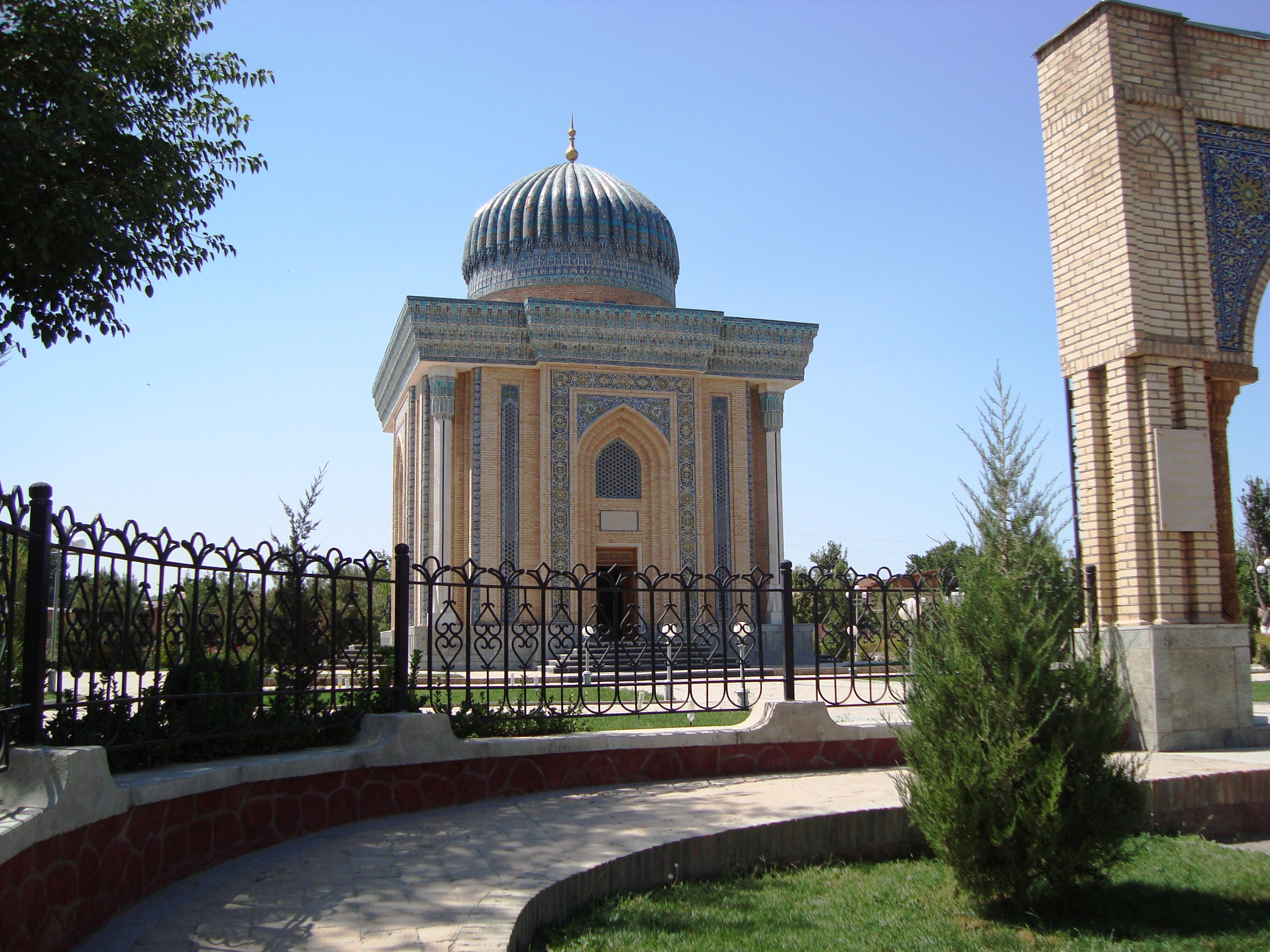
馬圖里迪的陵墓

马图里迪 (853–944）是一位哈乃斐派伊斯蘭教法學以及伊斯蘭教神学學者，他是遜尼派马图里迪派的创始人。他来自撒马尔罕。他没担任过任何公职，活著的時候也没有多少声望。